# Grace Obour
Grace Obour, née le 13 mai 2001, est une athlète ghanéenne.

## Biographie
Grace Obour est médaillée de bronze sur le 400 mètres aux Jeux africains de 2019 à Rabat. À l'issue de ces Jeux, elle se voit offrir une bourse d'études à l'Université du Ghana.